# Erich Prieger (Musikwissenschaftler)
Erich Prieger (* 2. Oktober 1849 in Kreuznach; † 27. November 1913 in Bonn) war ein deutscher Musikwissenschaftler.

## Leben
Prieger war der Sohn des Arztes Oskar Prieger (1820–1897). Er wirkte in Bonn und Berlin und befasste sich insbesondere mit Bach und Beethoven. Prieger gilt als Schüler von Friedrich Kiel und war Mitbegründer und Förderer des Vereins Beethoven-Haus.
1897 erwarb er für 200 000 Mark die zum Verkauf anstehende Autographen-Sammlung Artaria, die zahlreiche Beethoven-Handschriften enthält, und überließ sie sofort der Berliner Staatsbibliothek. Als die deutsche Regierung den Kauf vier Jahre später bewilligte, verzichtete Prieger großzügig auf den Ersatz der Zinsen.
1905 bewirkte er in Berlin die Aufführung von Beethovens Oper Leonore in der Urgestalt (1805), die er zuvor in mühsamer Kleinarbeit rekonstruiert hatte. Dirigent der Aufführung war Richard Strauss.
Sein Wohnsitz, die Villa Prieger in der heutigen Raiffeisenstraße in Bonn, wurde von 1996 bis 1999 von Carl Richard Montag grundlegend saniert und ist heute Sitz der Montag Stiftungen.

## Bücher
- Anregung und metaphysische Grundlagen der Aesthetik von Alexander Gottlieb Baumgarten, Berlin 1875, Diss.
- Echt oder unecht? Zur „Lucas-Passion“, Berlin 1889
- Deutsch-Freisinniges. Ein Rückblick, 2. verm. Aufl., Bonn 1890
- Katalog der mit der Beethoven-Feier zu Bonn am 11.–15. Mai 1890 verbundenen Ausstellung von Handschriften, Briefen, Bildnissen, Reliquien Ludwig van Beethoven's sowie sonstigen auf ihn und seine Familie bezüglichen Erinnerungen, Bonn 1890
- Zur Ausgabe der musikalischen Werke Friedrichs des Großen, Bonn 1890
- Beethoven-Fest, veranstaltet zu Bonn am 4., 5. und 6. Mai 1894, Bonn 1894
- Friedrich Wilhelm Rust. Ein Vorgänger Beethoven's, Köln 1894
- Zu Beethovens „Leonore“, Leipzig 1905

## Aufsätze
- Ueber Dichtung und Musik. 3 Briefe von Robert Franz, in: Festschrift zum 10-jährigen Bestehen der Litteraturarchiv-Gesellschaft in Berlin, Berlin 1901
- Friedrich Kiel, in: Allgemeine Deutsche Biographie, Band 51, Leipzig 1905
- Zum d-moll Quartett von Franz Schubert, in: Bonner Konzert- und Theaterzeitung, Nr. 12 vom 15. Mai 1909